# Bo Nilsson (Komponist)
Bo Birger Sandor Nilsson (* 1. Mai 1937 in Skellefteå; † 25. Juni 2018 in Stockholm) war ein schwedischer Komponist.

## Leben
Nilsson begann nach Musikunterricht bei einem Lehrer seines Heimatortes und Erfahrungen als Jazzpianist autodidaktisch eine Laufbahn als Komponist. Als erstes seiner Werke wurden 1956 Zwei Stücke in der Sendung Musik der Zeit des Westdeutschen Rundfunks Köln aufgeführt. Weitere seiner Kompositionen, darunter Frequensen, wurden im Folgejahr ebenfalls in Deutschland aufgeführt, während er in Schweden noch weitgehend unbekannt war.
In seinen frühen Jahren komponierte er unter dem Einfluss von Pierre Boulez und Karlheinz Stockhausen serielle Musik,  während er sich Ende der 1950er Jahre der elektronischen Musik zuwandte. Diese Kompositionen wurden im Studio für elektronische Musik des WDR produziert. Seit den 1960er Jahren verwendete er eine konventionellere Tonsprache und komponierte u. a. Musik für mehrere Kino- und Fernsehfilme.

## Werke (Auswahl)
- Zwei Stücke für Flöte, Bassklarinette, Klarinette und Schlagwerk (1956)
- Zeitpunkte für zehn Holzbläser
- Doppelspiel für 36 Schlaginstrumente
- Buch der Veränderungen für Orchester (1957)
- Frequenzen für Piccoloflöte, Flöte, Schlagzeug, Gitarre, Xylophon, Vibraphon und Keyboard (1957)
- Audiogramme (elektronische Komposition, 1957)
- Mädchentotenlieder für Sopran und kleines Orchester (1958)
- Quantitäten für Klavier (1958)
- Zwanzig Gruppen für drei Holzbläser (1958)
- Ein irrender Sohn für Alt, Altflöte und kleines Orchester (1959)
- Und die Zeiger seiner Augen wurden langsam zurückgedreht für Sopran, Alt, Frauenchor, vier Lautsprecher und großes Orchester (1959)
- Reaktionen für Schlagquartett (1960)
- Briefe an Gösta Oswald (1960)
- Szene I für Kammerensemble (1960)

## Anmerkung
1. ↑  Später räumte er ein, bei diesen Kompositionen nicht nach den Regeln der strengen Darmstädter Schule vorgegangen zu sein, sondern die seriellen Strukturen nach Gehör „imitiert“ zu haben.

| Personendaten    | Personendaten             |
| ---------------- | ------------------------- |
| NAME             | Nilsson, Bo               |
| ALTERNATIVNAMEN  | Nilsson, Bo Birger Sandor |
| KURZBESCHREIBUNG | schwedischer Komponist    |
| GEBURTSDATUM     | 1. Mai 1937               |
| GEBURTSORT       | Skellefteå                |
| STERBEDATUM      | 25. Juni 2018             |
| STERBEORT        | Stockholm                 |